# Lojan
Lojan ou Ruisuwaa (en marshallais Lojwa ou Ruisuwā) est un îlot de l'atoll de Wotho, dans les Îles Marshall. Il est situé à l'est de l'atoll et est inhabité.